# Matias Laine

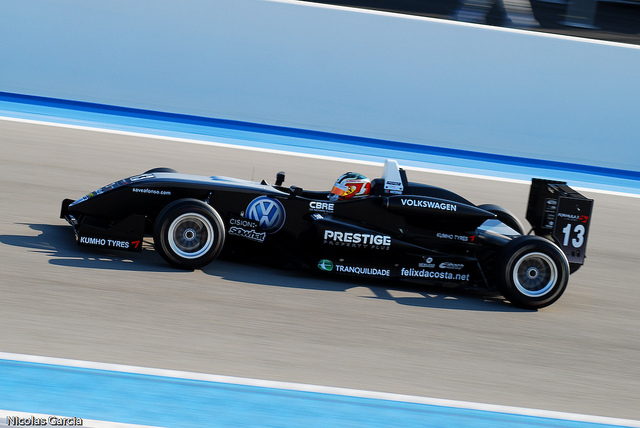
Matias Laine w bolidzie Motopark Academy

Matias Laine (ur. 25 kwietnia 1990 roku w Joensuu) – fiński kierowca wyścigowy.

## Kariera

### Formuła Renault
Matias karierę rozpoczął w 2003 roku od startów w kartingu. W 2009 roku zadebiutował w seriach zimowych wyścigów samochodów jednomiejscowych – Brytyjskiej oraz Portugalskiej Formule Renault. Zdobyte punkty sklasyfikowały go odpowiednio na 9. i 12. miejscu w końcowej klasyfikacji.
W sezonie 2010 Fin wystartował w dwunastu wyścigach głównej edycji brytyjskiego cyklu. Najlepszą uzyskaną lokatą było dwukrotnie szóste miejsce. Ostatecznie zmagania zakończył na 14. pozycji. Ponadto wziął udział w dwóch rundach Europejskiej Formuły Renault, na torze Silverstone oraz Buggatti. Punkty uzyskał w pierwszym wyścigu, na francuskim obiekcie, gdzie zajął piątą lokatę. Dzięki temu w klasyfikacji generalnej uplasował się na 22. miejscu.

### Formuła 3
W roku 2010 Laine podpisał kontrakt z niemiecką ekipą Motopark Academy, na udział w Formule 3 Euroseries. Fin trzykrotnie sięgnął po punkty, za każdym razem plasując się na ostatniej punktowanej pozycji. Zdobyte trzy punkty sklasyfikowały go na 14. lokacie.

### Seria GP3
Na sezon 2011 Matias przeniósł się do Serii GP3, w której współpracował z brytyjskim zespołem Marussia Manor Racing. Pomimo uczestnictwa we wszystkich wyścigach, Fin nie zdobył ani jednego punktu. Najwyżej sklasyfikowany został podczas sobotnich zmagań na torze Nürburgring oraz Hungaroring, gdzie zajął czternastą pozycję.
W sezonie 2012 Laine przeniósł się do zespołu MW Arden. Czterokrotnie stanął na podium, a w pierwszym wyścigu w Belgii nawet na najwyższym stopniu podium. Sezon zakończył na piątej pozycji w klasyfikacji końcowej.

### Formuła Renault 3.5
Na sezon 2013 Laine przeniósł się do Formuły Renault 3.5, gdzie startował w zespole P1 by Strakka Racing. W ciągu 17 wyścigów, w których wystartował, trzykrotnie plasował się w pierwszej dziesiątce. Uzbierane dziewięć punktów pozwoliło mu zająć 23. miejsce w klasyfikacji generalnej.
W sezonie 2014 Laine przedłużył kontrakt z brytyjską ekipą Strakka Racing. Uzbierał łącznie 40 punktów, co dało mu trzynaste miejsce w końcowej klasyfikacji kierowców.

## Statystyki
| Sezon | Seria                                       | Zespół                      | Wyścigi | Zwycięstwa | PP | NO | Podium | Punkty | Pozycja |
| ----- | ------------------------------------------- | --------------------------- | ------- | ---------- | -- | -- | ------ | ------ | ------- |
| 2008  | Brytyjska Formuła Renault (edycja zimowa)   | CR Scuderia Formula Renault | 4       | 0          | 0  | 0  | 0      | 50     | 9       |
| 2008  | Portugalska Formuła Renault (edycja zimowa) | CR Scuderia Formula Renault | 2       | 0          | 0  | 0  | 1      | 11     | 12      |
| 2009  | Brytyjska Formuła Renault                   | CRS Racing                  | 12      | 0          | 0  | 0  | 0      | 135    | 14      |
| 2009  | Europejski Puchar Formuły Renault 2.0       | Motopark Academy            | 4       | 0          | 0  | 0  | 0      | 6      | 22      |
| 2010  | Formuła 3 Euroseries                        | Motopark Academy            | 18      | 0          | 0  | 0  | 0      | 3      | 14      |
| 2011  | Seria GP3                                   | Marussia Manor Racing       | 16      | 0          | 0  | 0  | 0      | 0      | 31      |
| 2012  | Seria GP3                                   | MW Arden                    | 16      | 1          | 0  | 1  | 4      | 111    | 5       |
| 2013  | Formuła Renault 3.5                         | P1 Motorsport               | 17      | 0          | 0  | 0  | 0      | 9      | 23      |
| 2014  | Formuła Renault 3.5                         | Strakka Racing              | 17      | 0          | 0  | 0  | 0      | 40     | 13      |

## Wyniki w GP3
| Legenda oznaczeń w tabelach wyników Wyświetl szablon na nowej stronie | Legenda oznaczeń w tabelach wyników Wyświetl szablon na nowej stronie                                                                     |
| Oznaczenie                                                            | Wyjaśnienie |
| --------------------------------------------------------------------- | --- |
| Złoty                                                                 | Zwycięzca lub mistrzostwo |
| Srebrny                                                               | 2. miejsce lub wicemistrzostwo |
| Brązowy                                                               | 3. miejsce lub II wicemistrzostwo |
| Zielony                                                               | Ukończył, punktował (w klasyfikacji generalnej, gdy zdobył co najmniej jeden punkt na przestrzeni sezonu, poza trzema powyższymi opcjami) |
| Niebieski                                                             | Ukończył, nie punktował (w klasyfikacji generalnej, gdy nie zdobył co najmniej jednego punktu na przestrzeni sezonu)                      |
| Czerwony                                                              | Nie zakwalifikował się (NZ) |
| Czerwony                                                              | Nie prekwalifikował się (NPK) |
| Różowy                                                                | Nie ukończył (NU) |
| Różowy                                                                | Niesklasyfikowany (NS) (w klasyfikacji generalnej, gdy nie został sklasyfikowany w żadnym wyścigu sezonu)                                 |
| Czarny                                                                | Zdyskwalifikowany (DK) |
| Czarny                                                                | Wykluczony (WYK/EX) |
| Biały                                                                 | Nie wystartował (NW) |
| Biały                                                                 | Kontuzjowany (K/INJ) |
| Biały                                                                 | Wyścig odwołany (OD/C) |
| Bez koloru                                                            | Został wycofany (WYC/WD) |
| Bez koloru                                                            | Nie przybył (NP/DNA) |
| Bez koloru                                                            | Nie brał udziału w treningach (NT/DNP) |
| Bez koloru                                                            | Nie został zgłoszony (–) |
| Pogrubienie                                                           | Start z pole position |
| Kursywa                                                               | Najszybsze okrążenie wyścigu |
| †                                                                     | Nie ukończył, ale jego rezultat został zaliczony ze względu na przejechanie więcej niż 90% dystansu wyścigu.                              |
| *                                                                     | Sezon w trakcie |
| 1/2/3                                                                 | Punktowana pozycja w sprincie kwalifikacyjnym                                                                                             |
| Lista systemów punktacji Formuły 1                                    | |

| Rok  | Zespół                | Wyniki w poszczególnych eliminacjach | Wyniki w poszczególnych eliminacjach | Wyniki w poszczególnych eliminacjach | Wyniki w poszczególnych eliminacjach | Wyniki w poszczególnych eliminacjach | Wyniki w poszczególnych eliminacjach | Wyniki w poszczególnych eliminacjach | Wyniki w poszczególnych eliminacjach | Wyniki w poszczególnych eliminacjach | Wyniki w poszczególnych eliminacjach | Wyniki w poszczególnych eliminacjach | Wyniki w poszczególnych eliminacjach | Wyniki w poszczególnych eliminacjach | Wyniki w poszczególnych eliminacjach | Wyniki w poszczególnych eliminacjach | Wyniki w poszczególnych eliminacjach | Punkty | Pozycja |
| ---- | --------------------- | ------------------------------------ | ------------------------------------ | ------------------------------------ | ------------------------------------ | ------------------------------------ | ------------------------------------ | ------------------------------------ | ------------------------------------ | ------------------------------------ | ------------------------------------ | ------------------------------------ | ------------------------------------ | ------------------------------------ | ------------------------------------ | ------------------------------------ | ------------------------------------ | ------ | ------- |
| 2011 | Marussia Manor Racing | TUR                                  | TUR                                  | ESP                                  | ESP                                  | VAL                                  | VAL                                  | GBR                                  | GBR                                  | DEU                                  | DEU                                  | HUN                                  | HUN                                  | BEL                                  | BEL                                  | ITA                                  | ITA                                  | 0      | 31      |
| 2011 | Marussia Manor Racing | 18                                   | NU                                   | 19                                   | 24                                   | 17                                   | NU                                   | NU                                   | NU                                   | 14                                   | 23                                   | 14                                   | 21                                   | 18                                   | NU                                   | 20                                   | NU                                   | 0      | 31      |
| 2012 | MW Arden              | ESP                                  | ESP                                  | MON                                  | MON                                  | VAL                                  | VAL                                  | GBR                                  | GBR                                  | DEU                                  | DEU                                  | HUN                                  | HUN                                  | BEL                                  | BEL                                  | ITA                                  | ITA                                  | 111    | 5       |
| 2012 | MW Arden              | 5                                    | 3                                    | 21                                   | 16                                   | 5                                    | 3                                    | 9                                    | 18                                   | 4                                    | 5                                    | 7                                    | 6                                    | 5                                    | 1                                    | 3                                    | 6                                    | 111    | 5       |

## Wyniki w Formule Renault 3.5
| Legenda oznaczeń w tabelach wyników Wyświetl szablon na nowej stronie | Legenda oznaczeń w tabelach wyników Wyświetl szablon na nowej stronie                                                                     |
| Oznaczenie                                                            | Wyjaśnienie |
| --------------------------------------------------------------------- | --- |
| Złoty                                                                 | Zwycięzca lub mistrzostwo |
| Srebrny                                                               | 2. miejsce lub wicemistrzostwo |
| Brązowy                                                               | 3. miejsce lub II wicemistrzostwo |
| Zielony                                                               | Ukończył, punktował (w klasyfikacji generalnej, gdy zdobył co najmniej jeden punkt na przestrzeni sezonu, poza trzema powyższymi opcjami) |
| Niebieski                                                             | Ukończył, nie punktował (w klasyfikacji generalnej, gdy nie zdobył co najmniej jednego punktu na przestrzeni sezonu)                      |
| Czerwony                                                              | Nie zakwalifikował się (NZ) |
| Czerwony                                                              | Nie prekwalifikował się (NPK) |
| Różowy                                                                | Nie ukończył (NU) |
| Różowy                                                                | Niesklasyfikowany (NS) (w klasyfikacji generalnej, gdy nie został sklasyfikowany w żadnym wyścigu sezonu)                                 |
| Czarny                                                                | Zdyskwalifikowany (DK) |
| Czarny                                                                | Wykluczony (WYK/EX) |
| Biały                                                                 | Nie wystartował (NW) |
| Biały                                                                 | Kontuzjowany (K/INJ) |
| Biały                                                                 | Wyścig odwołany (OD/C) |
| Bez koloru                                                            | Został wycofany (WYC/WD) |
| Bez koloru                                                            | Nie przybył (NP/DNA) |
| Bez koloru                                                            | Nie brał udziału w treningach (NT/DNP) |
| Bez koloru                                                            | Nie został zgłoszony (–) |
| Pogrubienie                                                           | Start z pole position |
| Kursywa                                                               | Najszybsze okrążenie wyścigu |
| †                                                                     | Nie ukończył, ale jego rezultat został zaliczony ze względu na przejechanie więcej niż 90% dystansu wyścigu.                              |
| *                                                                     | Sezon w trakcie |
| 1/2/3                                                                 | Punktowana pozycja w sprincie kwalifikacyjnym                                                                                             |
| Lista systemów punktacji Formuły 1                                    | |

| Rok  | Zespół               | Wyniki w poszczególnych eliminacjach | Wyniki w poszczególnych eliminacjach | Wyniki w poszczególnych eliminacjach | Wyniki w poszczególnych eliminacjach | Wyniki w poszczególnych eliminacjach | Wyniki w poszczególnych eliminacjach | Wyniki w poszczególnych eliminacjach | Wyniki w poszczególnych eliminacjach | Wyniki w poszczególnych eliminacjach | Wyniki w poszczególnych eliminacjach | Wyniki w poszczególnych eliminacjach | Wyniki w poszczególnych eliminacjach | Wyniki w poszczególnych eliminacjach | Wyniki w poszczególnych eliminacjach | Wyniki w poszczególnych eliminacjach | Wyniki w poszczególnych eliminacjach | Wyniki w poszczególnych eliminacjach | Punkty | Pozycja |
| ---- | -------------------- | ------------------------------------ | ------------------------------------ | ------------------------------------ | ------------------------------------ | ------------------------------------ | ------------------------------------ | ------------------------------------ | ------------------------------------ | ------------------------------------ | ------------------------------------ | ------------------------------------ | ------------------------------------ | ------------------------------------ | ------------------------------------ | ------------------------------------ | ------------------------------------ | ------------------------------------ | ------ | ------- |
| 2013 | P1 by Strakka Racing | ITA                                  | ITA                                  | ARA                                  | ARA                                  | MON                                  | BEL                                  | BEL                                  | RUS                                  | RUS                                  | AUT                                  | AUT                                  | HUN                                  | HUN                                  | FRA                                  | FRA                                  | CAT                                  | CAT                                  | 9      | 23      |
| 2013 | P1 by Strakka Racing | 9                                    | NU                                   | 16                                   | 14                                   | 19                                   | 17                                   | 11                                   | 14                                   | 21                                   | NU                                   | 15                                   | 10                                   | 15                                   | NU                                   | 16                                   | 7                                    | 16                                   | 9      | 23      |
| 2014 | Strakka Racing       | ITA                                  | ITA                                  | ARA                                  | ARA                                  | MON                                  | BEL                                  | BEL                                  | RUS                                  | RUS                                  | DEU                                  | DEU                                  | HUN                                  | HUN                                  | FRA                                  | FRA                                  | JER                                  | JER                                  | 40     | 13      |
| 2014 | Strakka Racing       | 10                                   | 12                                   | 19                                   | 14                                   | 13                                   | 4                                    | 7                                    | 8                                    | 7                                    | 6                                    | NU                                   | NU                                   | 13                                   | 9                                    | 17                                   | 10                                   | NU                                   | 40     | 13      |